# Lynda
Lynda (* 19. Dezember 1994 in Garges-lès-Gonesse; bürgerlich Lynda Sherazade) ist eine französische R&B- und Soul-Sängerin.

## Karriere
Lynda stammt aus einer musikalischen Familie algerischen Ursprungs. Schon als Kind entdeckte sie ihre Liebe zum Gesang.
2010 begann sie, Coverversionen bekannter Lieder auf sozialen Plattformen zu veröffentlichen. Auf diesem Weg entdeckte sie der Produzent Dawala, Gründer des Musiklabels Wati B, welcher sie unter Vertrag nahm. Mit ihrem Lied Reste schaffte sie es 2015 erstmals in die französischen Charts. 2016 sang sie zusammen mit Gims auf dem Soundtrack von La Pièce – Les derniers seront les premiers.
Im Sommer 2018 wechselte sie zu Polydor, einem Sublabel von Universal Music France. Im Oktober 2020 veröffentlichte sie ihr Debütalbum Papillon, welches in Frankreich die Top 30 der Charts erreichte. Ihr zweites Album Un peu de moi erschien im April 2023. Mit diesem schaffte sie es bis auf Platz neun.
Ihre Musik wird sowohl von ihren Vorbildern Mariah Carey und Jessie J als auch der Herkunft ihrer Familie beeinflusst.

## Diskografie

### Alben
| Jahr | Titel Musiklabel                                 | Höchstplatzierung, Gesamtwochen, AuszeichnungChartplatzierungen (Jahr, Titel, Musiklabel, Platzierungen, Wochen, Auszeichnungen, Anmerkungen) | Höchstplatzierung, Gesamtwochen, AuszeichnungChartplatzierungen (Jahr, Titel, Musiklabel, Platzierungen, Wochen, Auszeichnungen, Anmerkungen) | Anmerkungen                                    |
| Jahr | Titel Musiklabel                                 | FR | BEW | Anmerkungen                                    |
| ---- | ------------------------------------------------ | --- | --- | ---------------------------------------------- |
| 2020 | Papillon Polydor                                 | FR23 Platin · (147 Wo.)FR | BEW87 (23 Wo.)BEW | Erstveröffentlichung: 16. Oktober 2020         |
| 2023 | Un peu de moi Sagat Prod (BMG Rights Management) | FR9 Gold · (67 Wo.)FR | BEW53 (6 Wo.)BEW | Erstveröffentlichung: 28. April 2023           |
| 2025 | L’album du mâle Capitol Records (UMG)            | FR19 (… Wo.)FR | BEW102 (3 Wo.)BEW | Erstveröffentlichung: 22. Mai 2025 mit Imen Es |

### Singles
| Jahr | Titel Album                             | Höchstplatzierung, Gesamtwochen, AuszeichnungChartplatzierungen (Jahr, Titel, Album, Platzierungen, Wochen, Auszeichnungen, Anmerkungen) | Höchstplatzierung, Gesamtwochen, AuszeichnungChartplatzierungen (Jahr, Titel, Album, Platzierungen, Wochen, Auszeichnungen, Anmerkungen) | Anmerkungen                                         |
| Jahr | Titel Album                             | FR | BEW | Anmerkungen                                         |
| --- | --------------------------------------- | --- | --- | --------------------------------------------------- |
| 2015 | Reste –                                 | FR151 (1 Wo.)FR | — | Erstveröffentlichung: 30. Juni 2015                 |
| 2019 | Adieu Papillon                          | FR36 Platin · (12 Wo.)FR | — | Erstveröffentlichung: 8. März 2019 feat. Dadju      |
| 2019 | Si tu m’aimes Papillon                  | FR59 Platin · (17 Wo.)FR | — | Erstveröffentlichung: 12. Dezember 2019             |
| 2022 | J’ai des doutes –                       | FR174 (1 Wo.)FR | — | Erstveröffentlichung: 18. März 2022                 |
| 2022 | Dis-le moi Segpa O.S.T.                 | FR193 (1 Wo.)FR | — | Erstveröffentlichung: 15. April 2022 mit Tayc       |
| 2022 | Fini d’espérer Un peu de moi            | FR30 Gold · (3 Wo.)FR | — | Erstveröffentlichung: 25. November 2022             |
| 2023 | Au suivant –                            | FR73 (3 Wo.)FR | — | Erstveröffentlichung: 27. Oktober 2023              |
| 2024 | Passe ton chemin –                      | FR28 Diamant · (37 Wo.)FR | BEW— GoldBEW | Erstveröffentlichung: 14. Juni 2024                 |
| 2024 | Après l’été –                           | FR170 (1 Wo.)FR | — | Erstveröffentlichung: 20. September 2024            |
| 2024 | 1minute L’album du mâle                 | FR20 (6 Wo.)FR | — | Erstveröffentlichung: 21. November 2024 mit Imen Es |
| 2025 | Introspection L’album du mâle           | FR160 (1 Wo.)FR | — | Erstveröffentlichung: 23. Februar 2025 mit Imen Es  |
| Folgende Lieder erschienen nicht als Single, wurden aber durch das Album zum Download und Streaming bereitgestellt und konnten somit eine Platzierung erlangen: |                                         | | |                                                     |
| |                                         | | |                                                     |
| 2020 | Luna Papillon                           | FR70 (4 Wo.)FR | — | feat. Soolking                                      |
| 2021 | Si tu m’aimes 2 Papillon                | FR162 Platin · (2 Wo.)FR | — |                                                     |
| 2021 | Bouteille à la mer Papillon (Réédition) | FR141 Gold · (3 Wo.)FR | — |                                                     |
| 2021 | Comme avant Papillon (Réédition)        | FR154 (3 Wo.)FR | — | feat. Franglish                                     |
| 2021 | Ciao Papillon (Réédition)               | FR54 (3 Wo.)FR | — | feat. Imen Es                                       |
| 2023 | Le cœur ou la raison Un peu de moi      | FR80 (4 Wo.)FR | — |                                                     |

Weitere Singles
- 2018: Ma Berceuse (FR: Gold)

Weitere Lieder mit Auszeichnung
- 2020: J’te Donnerai (FR: Gold)